# 1998 na televisão
Esta é uma lista de eventos que afetaram a televisão durante o ano de 1998. Os eventos listados incluem estreias, finais, e cancelamentos de programas de televisão, finais, aberturas, fechamentos, e reformulações de emissoras, bem como informações sobre controvérsias e disputas.

## Eventos

### Brasil
| Data           | Evento |
| -------------- | --- |
| 30 de março    | Na Rede Globo, o Globo Esporte estreia nova vinheta de abertura e gráficos.                                               |
| 30 de março    | Sandra Annenberg substitui Mônica Waldvogel no Jornal Hoje, da Rede Globo.                                                |
| 30 de março    | Fátima Bernardes passa a fazer dupla com William Bonner e substitui Lillian Witte Fibe no Jornal Nacional, da Rede Globo. |
| 30 de março    | Lillian Witte Fibe substitui Sandra Annenberg no Jornal da Globo, da Rede Globo.                                          |
| 11 de abril    | A Rede Globo exibe o especial Rolling Stones 98 - Turnê Bridges to Babylon.                                               |
| 18 de abril    | A Rede Globo exibe o especial Pavarotti e Roberto Carlos.                                                                 |
| 25 de abril    | A Rede Globo exibe o especial Show Brasil 500.                                                                            |
| 27 de abril    | Na Rede Globo, o Vale a Pena Ver de Novo estreia nova vinheta de abertura e gráficos.                                     |
| 16 de maio     | O SBT promove a 1.ª edição do Teleton, em prol da AACD.                                                                   |
| 2 de julho     | A Rede Globo exibe o especial Coração Brasileiro.                                                                         |
| 18 de agosto   | Inicia o horário eleitoral gratuito das Eleições de 1998.                                                                 |
| 1 de outubro   | Termina o horário eleitoral gratuito das Eleições de 1998.                                                                |
| 19 de dezembro | A Rede Globo exibe o especial Leitura nas Férias.                                                                         |
| 23 de dezembro | A Rede Globo exibe o especial Xuxa Meneghel em Uma Carta Para Deus.                                                       |
| 24 de dezembro | A Rede Globo exibe o especial Asas Pra Que te Quero.                                                                      |
| 31 de dezembro | A Rede Globo exibe a 4.ª edição do especial Amigos.                                                                       |

### Estados Unidos
| Data           | Evento                                                                                           |
| -------------- | ------------------------------------------------------------------------------------------------ |
| 17 de novembro | Barney & Friends exibe seu 100º episódio.                                                        |
| 20 de novembro | Filme The Rugrats Movie, baseado no desenho animado Rugrats da Nickelodeon, estreia nos cinemas. |

### Mundo
| Data        | Evento                                                                                    |
| ----------- | ----------------------------------------------------------------------------------------- |
| 10 de junho | Copa do Mundo FIFA de 1998, na França, começa a ser transmitida por diversas emissoras.   |
| 12 de julho | Copa do Mundo FIFA de 1998, na França, termina de ser transmitida por diversas emissoras. |

## Programas

### Brasil

#### Estreias
| Data           | Programa                             | Emissora                |
| -------------- | ------------------------------------ | ----------------------- |
| 4 de janeiro   | Cine Radical                         | Rede Globo              |
| 5 de janeiro   | Do Fundo do Coração                  | Rede Record             |
| 8 de janeiro   | Linha de Passe                       | ESPN Brasil             |
| 12 de janeiro  | Corpo Dourado                        | Rede Globo              |
| 12 de janeiro  | Gordo Pop Show                       | MTV Brasil              |
| 28 de janeiro  | Alma de Pedra                        | Rede Record             |
| 6 de fevereiro | Fala que Eu Te Escuto                | Rede Record             |
| 1 de março     | De Frente com Gabi                   | SBT                     |
| 2 de março     | Tempo Quente                         | Rede Bandeirantes       |
| 6 de março     | Amp MTV                              | MTV Brasil              |
| 9 de março     | Noticidade                           | SBT                     |
| 23 de março    | Magdalena Manchete Verdade           | Rede Manchete           |
| 23 de março    | Jornal da Manchete - Edição da Noite | Rede Manchete           |
| 29 de março    | 3.ª temporada de Sai de Baixo        | Rede Globo              |
| 30 de março    | 4.ª temporada de Malhação            | Rede Globo              |
| 30 de março    | Era uma vez...                       | Rede Globo              |
| 31 de março    | Dona Flor e Seus Dois Maridos        | Rede Globo              |
| 2 de abril     | Mulher                               | Rede Globo              |
| 6 de abril     | Disque Record                        | Rede Record             |
| 17 de abril    | Pé na Cozinha                        | MTV Brasil              |
| 4 de maio      | Estrela de Fogo                      | Rede Record             |
| 5 de maio      | Observatório da Imprensa             | TV Cultura / TVE Brasil |
| 25 de maio     | Fascinação                           | SBT                     |
| 25 de maio     | Torre de Babel                       | Rede Globo              |
| 27 de maio     | Hilda Furacão                        | Rede Globo              |
| 22 de junho    | Serras Azuis                         | Rede Bandeirantes       |
| 21 de julho    | Vida ao Vivo Show                    | Rede Globo              |
| 11 de agosto   | Brida                                | Rede Manchete           |
| 24 de agosto   | Clodovil Soft                        | Rede Bandeirantes       |
| 24 de agosto   | Meu Bem Querer                       | Rede Globo              |
| 31 de agosto   | Vila Esperança                       | Rede Record             |
| 31 de agosto   | Notícias do Dia                      | SBT                     |
| 31 de agosto   | Leão Livre                           | Rede Record             |
| 8 de setembro  | Programa do Ratinho                  | SBT                     |
| 19 de setembro | Teleteatro                           | SBT                     |
| 5 de outubro   | A Turma da Garrafinha                | Rede Globo              |
| 5 de outubro   | 5.ª temporada de Malhação            | Rede Globo              |
| 5 de outubro   | Pecado Capital                       | Rede Globo              |
| 10 de outubro  | Festa do Mallandro                   | CNT                     |
| 12 de outubro  | Eliana & Alegria                     | Rede Record             |
| 25 de outubro  | A Turma do Didi                      | Rede Globo              |
| 9 de novembro  | Pérola Negra                         | SBT                     |
| 10 de novembro | Labirinto                            | Rede Globo              |
| 14 de novembro | Muvuca                               | Rede Globo              |
| 17 de novembro | Pra Valer                            | Rede Manchete           |
| 23 de novembro | Caminhos do Amor                     | Rede Bandeirantes       |
| 7 de dezembro  | Meu Pé de Laranja Lima               | Rede Bandeirantes       |
| 14 de dezembro | A História de Ester                  | Rede Record             |
| 16 de dezembro | Guerra de Canudos                    | Rede Globo              |
| 31 de dezembro | Show da Virada                       | Rede Globo              |

#### Reestreias
| Data           | Programa                             | Emissora      |
| -------------- | ------------------------------------ | ------------- |
| 5 de janeiro   | Sessão Aventura                      | Rede Globo    |
| 9 de fevereiro | Felicidade                           | Rede Globo    |
| 23 de março    | Jornal da Manchete - Edição da Tarde | Rede Manchete |
| 27 de abril    | O Salvador da Pátria                 | Rede Globo    |
| 4 de maio      | Fala Brasil                          | Rede Record   |
| 31 de agosto   | Quatro por Quatro                    | Rede Globo    |
| 14 de setembro | Bom Dia & Companhia                  | SBT           |
| 26 de outubro  | Pantanal                             | Rede Manchete |
| 7 de novembro  | Programa Raul Gil                    | Rede Record   |

#### Encerramentos
| Data            | Programa                      | Emissora          |
| --------------- | ----------------------------- | ----------------- |
| 1 de janeiro    | Canoa do Bagre                | Rede Record       |
| 2 de janeiro    | 3.ª temporada de Malhação     | Rede Globo        |
| 9 de janeiro    | Zazá                          | Rede Globo        |
| 30 de janeiro   | Do Fundo do Coração           | Rede Record       |
| 31 de janeiro   | Sandy & Junior Show           | Rede Manchete     |
| 6 de fevereiro  | Fera Ferida                   | Rede Globo        |
| 11 de fevereiro | Alô, Christina                | SBT               |
| 28 de fevereiro | Alma de Pedra                 | Rede Record       |
| 5 de março      | Som Brasil                    | Rede Globo        |
| 20 de março     | Edição da Tarde               | Rede Manchete     |
| 20 de março     | Manchete Verdade              | Rede Manchete     |
| 27 de março     | Anjo Mau                      | Rede Globo        |
| 27 de março     | Campeões de Bilheteria        | Rede Globo        |
| 5 de abril      | Cine Radical                  | Rede Globo        |
| 24 de abril     | Felicidade                    | Rede Globo        |
| 1 de maio       | Dona Flor e Seus Dois Maridos | Rede Globo        |
| 22 de maio      | Por Amor                      | Rede Globo        |
| 29 de maio      | Traição                       | Rede Bandeirantes |
| 29 de maio      | Tempo Quente                  | Rede Bandeirantes |
| 23 de julho     | Hilda Furacão                 | Rede Globo        |
| 8 de agosto     | Mandacaru                     | Rede Manchete     |
| 14 de agosto    | Clube da Criança              | Rede Manchete     |
| 21 de agosto    | Corpo Dourado                 | Rede Globo        |
| 25 de agosto    | Márcia                        | SBT               |
| 28 de agosto    | O Salvador da Pátria          | Rede Globo        |
| 28 de agosto    | Ratinho Livre                 | Rede Record       |
| 28 de agosto    | Faixa Nobre do Esporte        | Rede Bandeirantes |
| 11 de setembro  | Eliana & Cia                  | SBT               |
| 2 de outubro    | 4.ª temporada de Malhação     | Rede Globo        |
| 2 de outubro    | Era uma vez...                | Rede Globo        |
| 19 de outubro   | Documento Especial            | Rede Bandeirantes |
| 23 de outubro   | Magdalena Manchete Verdade    | Rede Manchete     |
| 23 de outubro   | Brida                         | Rede Manchete     |
| 23 de outubro   | Frente a Frente               | Rede Manchete     |
| 24 de outubro   | Programa Raul Gil             | Rede Manchete     |
| 26 de outubro   | Cozinha Maravilhosa da Ofélia | Rede Bandeirantes |
| 31 de outubro   | Quem Sabe... Sábado!          | Rede Record       |
| 5 de novembro   | Clodovil Soft                 | Rede Bandeirantes |
| 6 de novembro   | Fascinação                    | SBT               |
| 29 de novembro  | Caça Talentos                 | Rede Globo        |
| 4 de dezembro   | Serras Azuis                  | Rede Bandeirantes |
| 9 de dezembro   | Perfil                        | SBT               |
| 11 de novembro  | Gás Total                     | MTV Brasil        |
| 17 de dezembro  | Labirinto                     | Rede Globo        |
| 19 de dezembro  | Guerra de Canudos             | Rede Globo        |
| 25 de dezembro  | A História de Ester           | Rede Record       |
| 27 de dezembro  | 3.ª temporada de Sai de Baixo | Rede Globo        |
| 31 de dezembro  | Garganta e Torcicolo          | MTV Brasil        |

### Estados Unidos

#### Estreias
| Data           | Programa                    | Emissora        |
| -------------- | --------------------------- | --------------- |
| 20 de janeiro  | Dawson's Creek              | The WB          |
| 6 de fevereiro | Power Rangers in Space      | Fox Kids        |
| 14 de maio     | Celebrity Deathmatch        | MTV             |
| 6 de junho     | Sex and the City            | HBO             |
| 22 de agosto   | The Howard Stern Radio Show | CBS             |
| 23 de agosto   | That '70s Show              | Fox             |
| 31 de agosto   | Hercules                    | Syndication     |
| 14 de setembro | Total Request Live          | MTV             |
| 19 de setembro | Pinky, Elmyra & the Brain   | Kids' WB        |
| 21 de setembro | Will & Grace                | NBC             |
| 29 de setembro | Felicity                    | The WB          |
| 18 de novembro | The Powerpuff Girls         | Cartoon Network |

#### Encerramentos
| Data            | Programa                                  | Emissora |
| --------------- | ----------------------------------------- | -------- |
| 4 de janeiro    | Beakman's World                           | TLC      |
| 31 de janeiro   | Spider-Man                                | Fox Kids |
| 23 de fevereiro | Bobby's World                             | Fox Kids |
| 20 de março     | Ninja Turtles: The Next Mutation          | Fox Kids |
| 14 de maio      | Seinfeld                                  | NBC      |
| 18 de maio      | Murphy Brown                              | CBS      |
| 17 de outubro   | The Spooktacular New Adventures of Casper | Fox Kids |
| 14 de novembro  | Animaniacs                                | Kids' WB |
| 14 de novembro  | Pinky and the Brain                       | Kids' WB |
| 21 de novembro  | Power Rangers in Space                    | Fox Kids |

### Portugal

#### Estreias
| Data          | Programa  | Emissora |
| ------------- | --------- | -------- |
| 9 de março    | Terra Mãe | RTP1     |
| 27 de outubro | Friends   | RTP1     |

#### Encerramentos
| Data           | Programa        | Emissora |
| -------------- | --------------- | -------- |
| 13 de março    | A Grande Aposta | RTP1     |
| 4 de setembro  | Terra Mãe       | RTP1     |
| 10 de novembro | Friends         | RTP1     |

## Canais de televisão

### Estreias
| Data           | Emissora              | Canal | Cidade de licenciamento/Mercado | Afiliação     |
| -------------- | --------------------- | ----- | ------------------------------- | ------------- |
| 20 de janeiro  | TV Câmara             | 27    | Brasília, Distrito Federal      | —             |
| 26 de maio     | TV Praia Grande       | 17    | São Luís, Maranhão              | Rede Manchete |
| 13 de junho    | TV Nacional do Brasil | —     | Brasília, DF                    | —             |
| 1 de julho     | TV Diário             | 22    | Fortaleza, Ceará                | —             |
| 15 de julho    | TV Guarany            | 15    | Santarém, Pará                  | Rede Record   |
| 1 de agosto    | Rede Família          | 12    | Limeira, São Paulo              | Rede Record   |
| 3 de setembro  | UNITV                 | 15    | Porto Alegre, Rio Grande do Sul | AIESPA        |
| 18 de setembro | Canal Brasil          | —     | Rio de Janeiro, RJ              | Globosat      |
| 13 de novembro | TV Carajás            | 2     | Campo Mourão, Paraná            | TV Cultura    |
| 7 de dezembro  | Rede Bela Aliança     | 7     | Rio do Sul, Santa Catarina      | —             |

### Canais que mudaram de nome
| Data          | Emissora    | Canal | Mercado         | Novo nome       |
| ------------- | ----------- | ----- | --------------- | --------------- |
| 9 de novembro | TV Pioneira | 5     | Teresina, Piauí | TV Cidade Verde |

### Canais que mudaram de afiliação
| Data         | Emissora   | Canal | Mercado                 | Afiliação anterior | Nova afiliação |
| ------------ | ---------- | ----- | ----------------------- | ------------------ | -------------- |
| 1 de janeiro | TV Correio | 12    | João Pessoa, Paraíba    | Rede Bandeirantes  | Rede Record    |
| 1 de janeiro | TV O Norte | 10    | João Pessoa, Paraíba    | Rede Record        | Rede Manchete  |
| 1 de outubro | TV Vitória | 6     | Vitória, Espírito Santo | Rede Manchete      | Rede Record    |
| 5 de outubro | TV Cidade  | 8     | Fortaleza, Ceará        | SBT                | Rede Record    |

## Nascimentos
| Data            | Nome                       | Descrição                                                       |
| --------------- | -------------------------- | --------------------------------------------------------------- |
| 1 de janeiro    | Giulia Gayoso              | Atriz brasileira                                                |
| 4 de janeiro    | Liza Soberano              | Atriz filipina                                                  |
| 13 de janeiro   | Isabela Souza              | Atriz brasileira                                                |
| 14 de janeiro   | Pittaya Saechua            | Ator e cantor tailandês                                         |
| 19 de janeiro   | Giovanna Grigio            | Atriz brasileira                                                |
| 19 de janeiro   | Caroline Dallarosa         | Atriz brasileira                                                |
| 24 de janeiro   | Michael Provost            | Ator estadunidense                                              |
| 28 de janeiro   | Ariel Winter               | Atriz estadunidense                                             |
| 4 de fevereiro  | Isadora Cruz               | Atriz brasileira                                                |
| 13 de fevereiro | Bella Campos               | Atriz brasileira                                                |
| 19 de fevereiro | Julia Dalavia              | Atriz brasileira                                                |
| 15 de fevereiro | Zachary Gordon             | Ator estadunidense                                              |
| 8 de março      | Warut Chawalitrujiwong     | Ator, cantor e modelo tailandês                                 |
| 11 de março     | Valentina Herszage         | Atriz brasileira                                                |
| 12 de março     | Matheus Costa              | Ator brasileiro                                                 |
| 14 de março     | Ham Sung-min               | Ator sul-coreano                                                |
| 15 de março     | Juan Paiva                 | Ator brasileiro                                                 |
| 25 de março     | Yoo In-soo                 | Ator sul-coreano                                                |
| 29 de março     | Júlia Maggessi             | Atriz brasileira                                                |
| 3 de abril      | Paris Jackson              | Modelo, atriz e cantora estadunidense, filha de Michael Jackson |
| 6 de abril      | Peyton List                | Atriz estadunidense                                             |
| 9 de abril      | Elle Fanning               | Atriz estadunidense                                             |
| 20 de abril     | Felix Mallard              | Ator australiano                                                |
| 24 de abril     | Ryan Whitney Newman        | Atriz e cantora estadunidense                                   |
| 20 de maio      | Alanis Guillen             | Atriz brasileira                                                |
| 1 de junho      | Dudu Camargo               | Apresentador e radialista brasileiro                            |
| 20 de junho     | Anna Rita Cerqueira        | Atriz brasileira                                                |
| 25 de junho     | Wongravee Nateetorn        | Ator, cantor e modelo tailandês                                 |
| 7 de julho      | Dylan Sprayberry           | Ator estadunidense                                              |
| 8 de julho      | Jaden Smith                | Ator, dançarino e cantor estadunidense                          |
| 8 de julho      | Maya Hawke                 | Atriz estadunidense                                             |
| 22 de julho     | Madison Pettis             | Atriz estadunidense                                             |
| 28 de julho     | Sasha Meneghel             | Atriz brasileira                                                |
| 31 de julho     | Shaila Arsene              | Atriz brasileira                                                |
| 3 de agosto     | Cozi Zuehlsdorff           | Atriz estadunidense                                             |
| 5 de agosto     | Mimi Keene                 | Atriz britânica                                                 |
| 7 de agosto     | Francisco Fernández        | Ator português                                                  |
| 25 de agosto    | China Anne McClain         | Atriz estadunidense                                             |
| 8 de setembro   | Cássio Ramos               | Ator brasileiro                                                 |
| 28 de setembro  | Tharatorn Jantharaworakarn | Ator e modelo tailandês                                         |
| 1 de outubro    | Anan Wong                  | Ator, cantor e modelo tailandês                                 |
| 15 de outubro   | Miguel Arraes              | Ator brasileiro                                                 |
| 23 de outubro   | Amandla Stenberg           | Atriz estadunidense                                             |
| 28 de outubro   | Nolan Gould                | Ator estadunidense                                              |
| 12 de novembro  | Omar Rudberg               | Ator venezuelano                                                |
| 22 de novembro  | Mondop Heamtan             | Ator, cantor e modelo tailandês                                 |
| 23 de novembro  | Bradley Steven Perry       | Ator estadunidense                                              |
| 24 de novembro  | Peyton Meyer               | Ator estadunidense                                              |
| 7 de dezembro   | Karina Ferrari             | Atriz e dançarina brasileira                                    |
| 8 de dezembro   | Tanner Buchanan            | Ator estadunidense                                              |
| 16 de dezembro  | Clara Moneke               | Atriz brasileira                                                |
| 20 de dezembro  | Dylan Wang                 | Ator chinês                                                     |
| 22 de dezembro  | G Hannelius                | Atriz estadunidense                                             |
| 29 de dezembro  | Paris Berelc               | Atriz estadunidense                                             |
| 31 de dezembro  | Hunter Schafer             | Atriz e modelo estadunidense                                    |

## Mortes
| Data           | Nome                | Idade | Descrição                                |
| -------------- | ------------------- | ----- | ---------------------------------------- |
| 28 de janeiro  | Shotaro Ishinomori  | 60    | Mangaká japonês                          |
| 10 de março    | Lloyd Bridges       | 85    | Ator estadunidense                       |
| 22 de março    | Brandão Filho       | 88    | Ator e humorista brasileiro              |
| 29 de março    | Paulo Ubiratan      | 51    | Diretor brasileiro de novelas            |
| 18 de abril    | Nelson Gonçalves    | 78    | Cantor brasileiro                        |
| 26 de abril    | Germano Filho       | 65    | Ator brasileiro                          |
| 29 de abril    | Mariana Villar      | 71    | Atriz portuguesa                         |
| 1 de julho     | Bolinha             | 61    | Radialista e apresentador brasileiro     |
| 24 de julho    | Ruthinéa de Moraes  | 68    | Atriz brasileira                         |
| 25 de julho    | Lourdes Mayer       | 78    | Atriz, radialista e dubladora brasileira |
| 23 de setembro | Lilico              | 60    | Humorista brasileiro                     |
| 23 de setembro | Mary Frann          | 55    | Atriz e apresentadora estadunidense      |
| 29 de setembro | Jacira Sampaio      | 76    | Atriz brasileira                         |
| 3 de outubro   | Roddy McDowall      | 70    | Ator britânico                           |
| 26 de outubro  | Ofélia Anunciato    | 73    | Culinarista e apresentadora brasileira   |
| 23 de novembro | Marisa Fully Coelho | 36    | Atriz e Miss Brasil 1983                 |